# Cláudio Magrão
Cláudio Magrão de Camargo Crê (Osasco, 6 de julho de 1953) é um sindicalista e metalúrgico brasileiro filiado ao Cidadania.
Nos anos 1980 e 90 assumiu importantes cargos de liderança sindical, além de ser um dos fundadores da Força Sindical. Em 2002 foi eleito deputado federal e foi vice-líder do PPS na Câmara. Na eleição de 2006 obteve a suplência, mas assumiu entre fevereiro de 2007 e março de 2009 no lugar de Dimas Ramalho.